# 盾柱卫矛属
盾柱卫矛属（学名：Pleurostylia）是卫矛科下的一个属，为乔木或灌木植物。该属共有4种，分布于非洲南部至印度、中印半岛。中国有1种。